# ويندوز 2000
ويندوز 2000 هو نظام تشغيل من مايكروسوفت مصمم للعمل مع معالجات 32بت من إنتل. وهو استمداد لخط إنتاج ويندوز إن تي وقد تم إطلاقه باللغة الإنجليزية في 17 فبراير 2000. وقد تلاه ويندوز إكس بي في أكتوبر 2001 وويندوز 2003 في أبريل 2003.
جاء ويندوز 2000 متاحا بأربعة إصدارات:
- ويندوز 2000: محترف (Professional)
- ويندوز 2000: خادم (Server)
- ويندوز 2000: خادم متقدم (Advanced Server)
- ويندوز 2000: خادم مركز معلومات (Datacenter Server)

و قد أضافت مايكروسوفت إصدارين جديدين في 2001 وهما:
- ويندوز 2000: خادم متقدم نسخة محدودة (Advanced Server Limited Edition)
- ويندوز 2000: خادم مركز معلومات نسخة محدودة (Datacenter Server Limited Edition)

سوقت مايكروسوفت خلال فترة إصدار هذا المنتج على أنه النسخة الأكثر أمانا من سلسلة ويندوز، مما جعله مستهدفا لهجمات فايروسية مشهورة مثل فيروس Code Red وNimda. ولا تزال مايكروسوفت تعدل من أمان هذا المنتج وتسد ثغراته الأمنية بصفة شهرية.
قد قامت شركة مايكروسوفت بالغاء دعم هذا المنتج [محل شك]